# Leonora Dori Galigai
Leonora Dori Galigai (Firenze, 19 maggio 1568 – Parigi, 8 luglio 1617) è stata una nobildonna italiana, dama di compagnia di Maria de' Medici e influente personaggio della corte francese nei primi anni del XVII secolo.

## Biografia
Leonora - talvolta anche Dianora o Eleonora - era figlia di Jacobo di Sebastiano Dori, discendeva in linea femminile dall'antica e nobile famiglia Galigai di Firenze; aveva due fratelli, Andrea e Sebastiano, che, grazie all'ascesa della sorella alla corte francese, divennero arcivescovo di Tours e abate di Marmoutier, e una sorella, Cassandra. 
Nel 1588 il granduca Ferdinando la nominò cameriera di sua nipote Maria de' Medici. Per quasi trent'anni rimase al servizio personale di Maria, prima principessa toscana e poi, dopo aver sposato Enrico IV, regina di Francia.
Ne divenne intima amica e confidente. Al momento della partenza di Maria per Parigi, dove doveva sposare il re Enrico IV, Leonora fu inserita nel suo seguito come dama di compagnia e guardarobiera e nel 1601 sposò Concino Concini, di antica nobiltà aretina, anch'egli facente parte del numeroso seguito di Maria e i cui antenati erano stati nominati Principi del S.R.I. dall'Imperatore Federico I il Barbarossa.

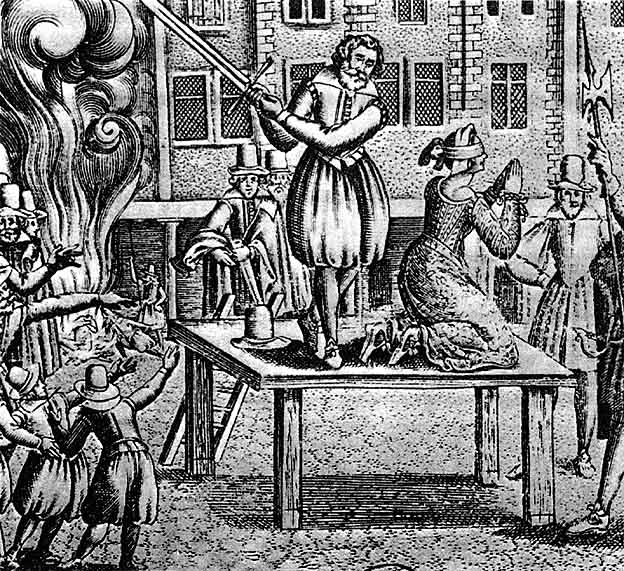
Esecuzione di Leonora Dori Galigai, intaglio francese del XVII secolo

Leonora sfruttò l'amicizia con Maria, divenuta reggente per conto del figlio minorenne (il futuro Luigi XIII) in seguito all'assassinio del re, per favorire una rapida carriera del marito, che fu colmato di onori e riconoscimenti. Nello stesso tempo, la coppia Concini-Galigai accumulava un ingente patrimonio con la vendita di cariche ed onorificenze e favoriva in tutti i modi i toscani presenti a Corte a svantaggio della nobiltà francese.
L'assunzione di un ruolo di potere alla corte di Francia mise a dura prova lo stato di salute della Galigai. Spesso malata e soggetta a episodi epilettici, la Galigai viveva prevalentemente al Louvre, a fianco di Maria de' Medici, svolgendo una limitatissima vita sociale.
Al momento dell'assassinio del potente marito (24 aprile 1617), vittima di una congiura di corte patrocinata da Luigi XIII, Leonora Dori Galigai fu arrestata con l'accusa di stregoneria e non poté nemmeno sperare nel soccorso della illustre amica d'infanzia, a sua volta esautorata dal figlio e confinata nel castello di Blois.
Detenuta alla Bastiglia e condannata alla pena capitale al termine di un rapido processo per stregoneria, Leonora Dori Galigai fu decapitata a Parigi e il suo cadavere fu bruciato sul rogo il successivo 8 luglio in Place de Grève.